# Islande aux Jeux olympiques de 1912
L'Islande participe pour la première fois en tant que nation aux Jeux olympiques d'été de 1912 à Stockholm en Suède.
À cette époque, l'État autonome islandais faisait partie de l'empire colonial danois, mais les résultats des Islandais ont été séparés de ceux des Danois, même si les athlètes participaient avec le Dannebrog.

## Athlétisme
| Athlète         | Compétition | Qualification | Qualification | Demi-finales | Demi-finales | Finale       | Finale       |
| Athlète         | Compétition | Résultat      | Place         | Résultat     | Place        | Résultat     | Place        |
| --------------- | ----------- | ------------- | ------------- | ------------ | ------------ | ------------ | ------------ |
| Jón Halldórsson | 100 m       | 12 s 4        | 4             | non qualifié | non qualifié | non qualifié | non qualifié |

## Lutte gréco-romaine
- Sigurjón Pétursson, dans la catégorie mi-lourds, a gagné trois matches en cinq confrontations pendant la phase de qualification. Il perd dans son dernier match contre le Hongrois Béla Varga, futur médaillé de bronze de l'épreuve.